# Nymphalis extrema
Nymphalis extrema är en fjärilsart som beskrevs av Fischer 1898. Nymphalis extrema ingår i släktet Nymphalis och familjen praktfjärilar. Inga underarter finns listade i Catalogue of Life.